# Danh sách đảo theo tên (J)
Danh sách dưới đây liệt kê các đảo bắt đầu bằng ký tự J.
Đây là một danh sách chưa hoàn tất, và có thể sẽ không bao giờ thỏa mãn yêu cầu hoàn tất. Bạn có thể đóng góp bằng cách mở rộng nó bằng các thông tin đáng tin cậy.
A - B - C - D - Đ - E - F - G - H - I - J - K - L - M - N - O - P - Q - R - S - T - U - V - W - X - Y - Z

## J
| Tên đảo       | Quần đảo / Nhóm đảo               | Quốc gia          |
| ------------- | --------------------------------- | ----------------- |
| Jabat         | Ralik Chain                       | Quần đảo Marshall |
| Jabwot        | Ralik Chain                       | Quần đảo Marshall |
| Jack          | Lake Huron, Ontario               | Canada            |
| Jack          | Washington                        | Hoa Kỳ            |
| Jacks         | Allegheny River, Pennsylvania     | Hoa Kỳ            |
| Jackson       | Franz Josef Land                  | Nga               |
| Jackson       | Sông Mississippi, Iowa            | Hoa Kỳ            |
| Jaluit Atoll  |                                   | Quần đảo Marshall |
| Jamaica       | Đại Antilles                      | Jamaica           |
| Jamestown     | James River, Virginia             | Hoa Kỳ            |
| Jan Mayen     |                                   | Na Uy             |
| Java          | Sunda Arc                         | Indonesia         |
| Jef Fam Group | Raja Ampat Islands                | Indonesia         |
| Jegindø       | The Limfjord                      | Na Uy             |
| Jemo          |                                   | Quần đảo Marshall |
| Jersey        | Quần đảo Eo Biển                  | Crown dependency  |
| Jethou        | Quần đảo Eo Biển                  | Crown dependency  |
| Jintang       | Chu San                           | Trung Quốc        |
| Joes          | Lake Winnipesaukee, New Hampshire | Hoa Kỳ            |
| Johns         | San Juan Islands, Washington      | Hoa Kỳ            |
| Johnson       | Missouri River, Missouri          | Hoa Kỳ            |
| Johnson       | French Broad River, Tennessee     | Hoa Kỳ            |
| Jones         | Missouri River, South Dakota      | Hoa Kỳ            |
| Jonobi        | Vịnh Ba Tư                        | Iran              |
| Juananga      | Juan Fernández Islands            | Chile             |
| Juist         | East Frisian Islands              | Đức               |
| Jura          | Inner Hebrides                    | Scotland          |
| Jüri          |                                   |                   |
| Juromenha     | Alentejo islands                  | Bồ Đào Nha        |
| Jeju          |                                   | Hàn Quốc          |